# 波塔普齊
49°50′29″N 31°14′22″E / 49.84139°N 31.23944°E
波塔普齊（烏克蘭語：Потапці）是位於烏克蘭中部的村莊，由切爾卡瑟州切爾卡瑟區的博布里齊亞市鎮負責管轄。該村處於西尼亞夫卡河畔，面積1.16平方公里，海拔高度130米，2009年人口309。